# NGC 2835

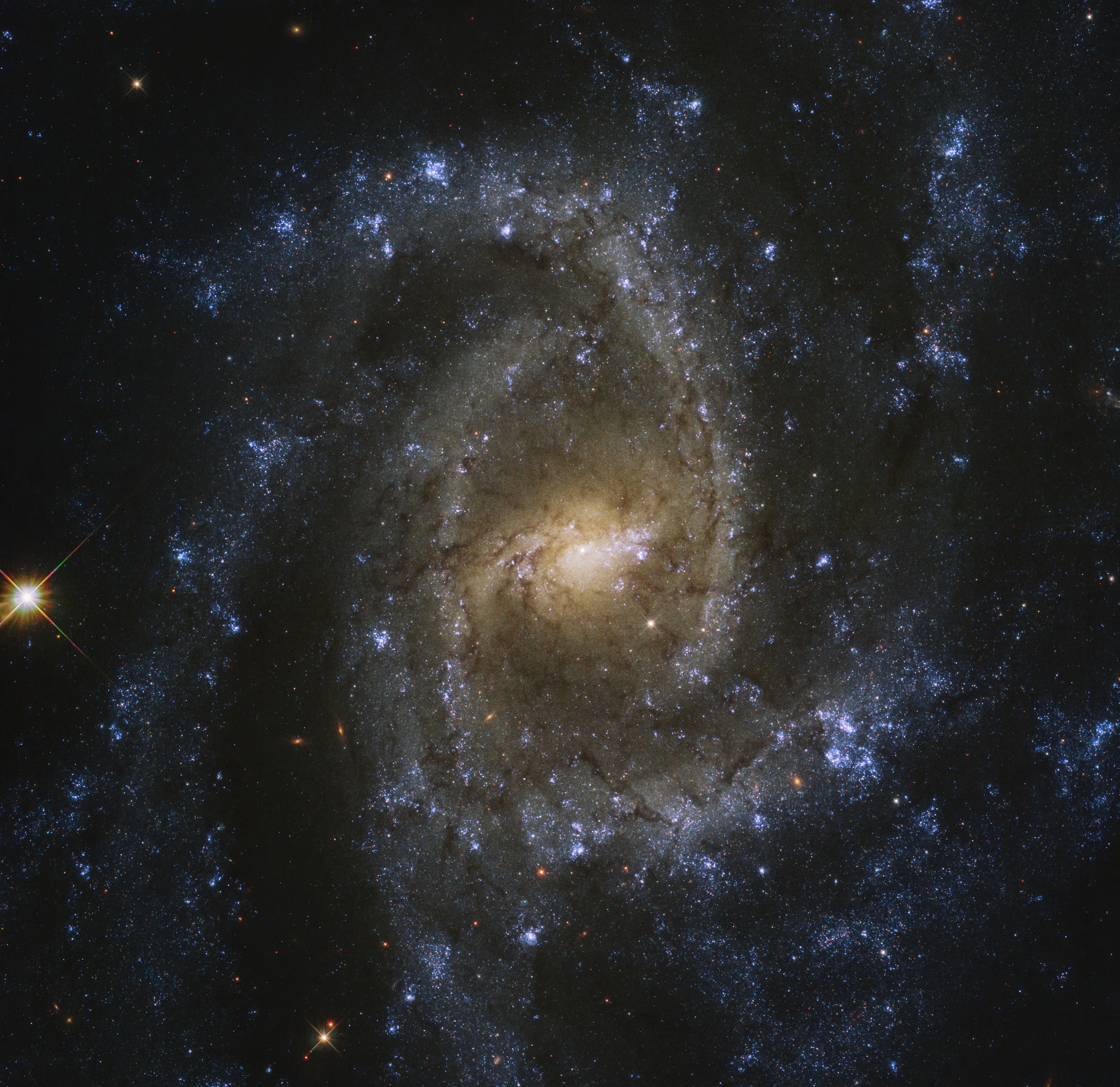
NGC 2835 par le télescope spatial Hubble.

NGC 2835 est une galaxie spirale barrée située dans la constellation de l'Hydre. NGC 2835 a été découverte par l'astronome allemand Wilhelm Tempel en 1884.

## Caractéristiques
La classe de luminosité de NGC 2835 est III et elle présente une large raie HI. De plus, elle renferme des régions d'hydrogène ionisé.
En raison d'une brillance de surface égale à 14,16 mag/am2, on peut qualifier NGC 2835 de galaxie à faible brillance de surface (LSB en anglais pour low surface brightness). Les galaxies LSB sont des galaxies diffuses (D) avec une brillance de surface inférieure de moins d'une magnitude à celle du ciel nocturne ambiant.

### Distance
Sa vitesse par rapport au fond diffus cosmologique est de 1 203 ± 22 km/s, ce qui correspond à une distance de Hubble de 17,75 ± 1,28 Mpc (∼57,9 millions d'al).
À ce jour, deux douzaines de mesures non basées sur le décalage vers le rouge (redshift) donnent une distance de 10,065 ± 2,200 Mpc (∼32,8 millions d'al), ce qui est à l'extérieur des valeurs de la distance de Hubble. Puisque cette galaxie est relativement rapprochée du Groupe local, il est probable que cette valeur soit plus près de la distance réelle de NGC 2835. Notons que c'est avec la valeur moyenne des mesures indépendantes, lorsqu'elles existent, que la base de données NASA/IPAC calcule le diamètre d'une galaxie.

### Morphologie
NGC 2835 a été utilisée par Gérard de Vaucouleurs comme une galaxie de type morphologique SAB(rs)cd dans son atlas des galaxies,.

## Groupe de NGC 2835
NGC 2835 est la plus grosse galaxie d'un groupe d'au moins cinq galaxies qui porte son nom. Trois de ces cinq galaxies du groupe de NGC 2835 sont indiquées dans un article d'A.M. Garcia paru en 1993 et sur le site de Richard Powell, « Un Atlas de l'Univers » : NGC 2835, NGC 2784 et ESO 565-1. Garcia ajoute la galaxie ESO 497-17 et Powell, la galaxie ESO 564-30. Une étude réalisée en 2017 a recensé 31 galaxies naines appartenant à ce groupe.